# Celebrity Summit
Die Celebrity Summit (dt. Gipfel) ist ein Gasturbinen-Panamax-Kreuzfahrtschiff der Reederei Celebrity Cruises. Sie wurde als drittes von vier Schiffen der Millennium-Klasse auf der französischen Werft Chantiers de l’Atlantique gebaut und 2001 in Dienst gestellt.
Die Celebrity Summit wird derzeit für Kreuzfahrten in der Karibik sowie in Kanada und Neuengland und auf den Bermudas eingesetzt. 
Ihre Schwesterschiffe sind die Celebrity Millennium (2000), die Celebrity Infinity (2001) und die Celebrity Constellation (2002).

## Öffentliche Räume/Unterhaltung an Bord
Die Celebrity Summit bietet unterschiedliche Unterhaltungsmöglichkeiten und öffentliche Räume. Das Hauptrestaurant (Cosmopolitan Restaurant) bietet über zwei Decks gleichzeitig 1170 Passagieren Platz, wobei das Abendmenü in drei Gängen und zu flexiblen Uhrzeiten zwischen 17:15 Uhr und 21:00 Uhr serviert wird. Das Oceanview Café (Deck 10) bietet Platz für 754 Passagiere und stellt durchgängig von frühmorgens bis mitternachts Frühstück, Mittag- und Abendessen sowie Imbisse zur Verfügung. Das Celebrity Theater erstreckt sich über drei Decks und hat eine Kapazität von 900 Sitzplätzen. Hier werden abendlich in zwei Durchgängen verschiedene Unterhaltungsprogramme (Shows, Musicals, Entertainment) präsentiert.
Im Frühjahr 2012 wurde die Celebrity Summit renoviert und mit Ausstattungsmerkmalen der Solstice-Klasse versehen.
Auch 60 neue Kabinen wurden hinzugefügt, wobei sich die Tonnage von 90280 auf 90940 BRZ erhöhte.
Weitere öffentliche Bereiche:
- The Night Club (416 Plätze),
- Spezialitätenrestaurant Normandie (134 Plätze),
- Rendez-Vous Lounge (315 Plätze),
- Michaels Club (Pianobar/72 Plätze, exklusiv für Suite-Gäste),
- Champagner & Martini Bar (212 Plätze),
- Cova Café di Milano (92 Plätze),
- Kino (386 Plätze),
- Fortunes Casino (271 Plätze) sowie
- Words Bibliothek (22 Plätze).

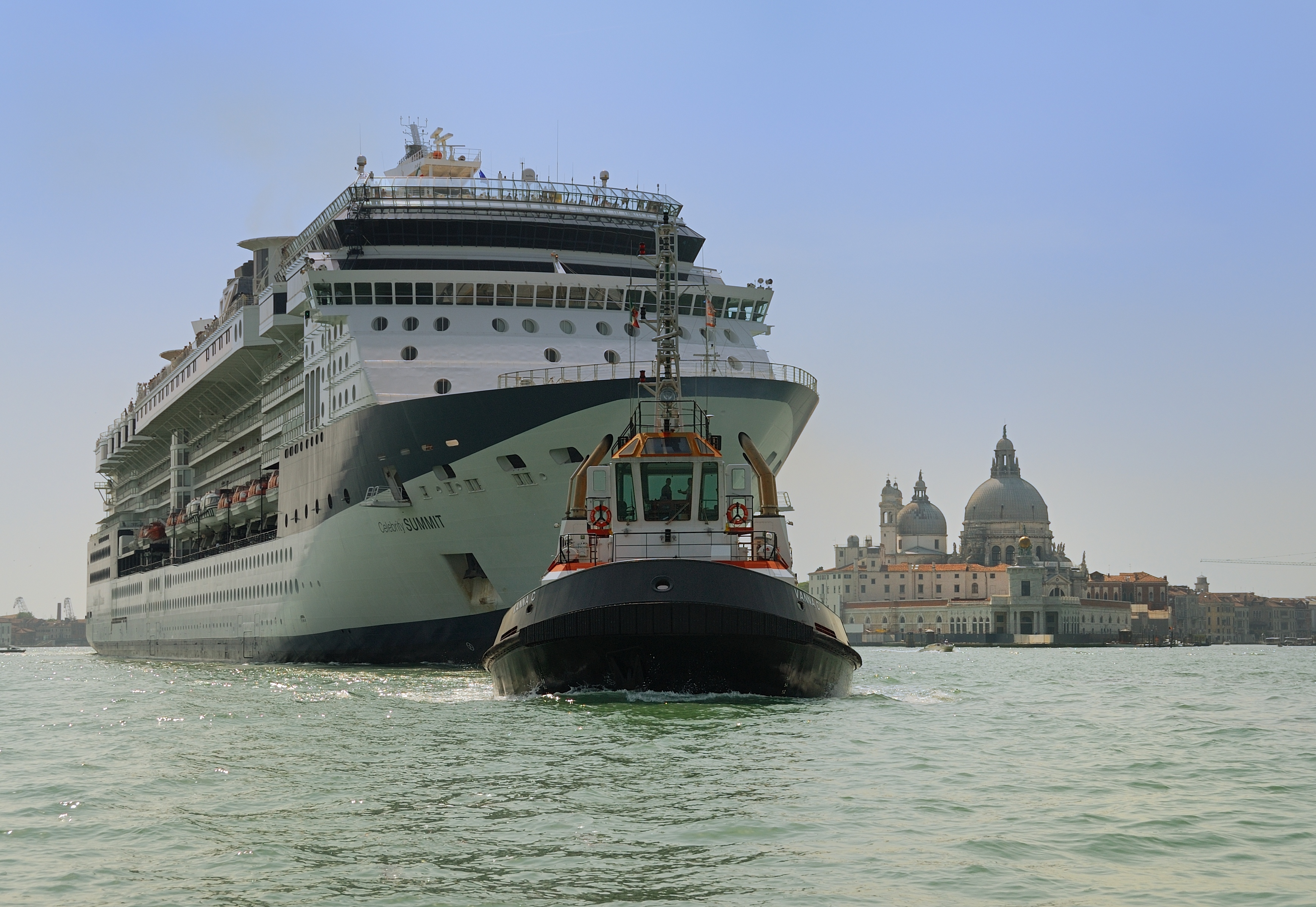
Celebrity Summit auslaufend Venedig (2009)

Im März 2019 wurde die Celebrity Summit bei einem dreiwöchigen Werftaufenthalt aufwendig renoviert. Dabei wurden alle Kabinen und Restaurants erneuert und vom Design her an der neueren Edge-Klasse angelehnt. Des Weiteren wurden noch 30 zusätzliche Kabinen hinzugefügt.

## Einsatz
Derzeit fährt die Celebrity Summit in amerikanischen Gewässern. Im Winter ist sie ab San Juan in der Karibik unterwegs, zwischen Frühjahr und Herbst fährt sie ab New York City zu den Bermuda-Inseln sowie nach Kanada und Neuengland.